# Остров Водников
Остров Водников (укр. Острів Водників) — бывший остров на территории Голосеевского района города Киева. Располагается между Днепром и Жуковым Островом, связан с ним насыпной дамбой. 
Название острову дали хозяйственные объекты, обслуживающие водный транспорт. До октябрьской революции остров был известен и как Чернечий, поскольку издавна принадлежал Киево-Печерской лавре, а также как Галерный (он не только служил в своё время удобной пристанью, но и напоминает по форме большую баржу-галеру). 
К началу Великой Отечественной войны остров в его средней части был соединён дамбой с Жуковым Островом. В августе 1941 года, во время обороны Киева и Киевского укрепрайона, дамбу подготовили к взрыву и прикрыли пулемётными точками. Во время немецкой вылазки, проведённой 30 августа 1941 года штурмовой группой 95-й пехотной дивизии, защитники Киева своевременно взорвали дамбу и не дали противнику проникнуть на остров. А во время второго штурма Киевского укрепрайона, начавшегося 16 сентября 1941 года, гарнизон острова Водников из числа подразделений 37-й армии оказывал фланкирующее воздействие на наступающие немецкие части. Это вынудило немцев подорвать дамбу, восстановленную к тому времени, и выделить для блокирования острова одну роту. 18 сентября противник занял территорию острова.
После войны в 50-е года была построена новая дамба, но уже в северной части острова, тем самым увеличилась площадь искусственного залива. По вершине дамбы также проложили шоссейную дорогу. В результате залив превратился в удобную для зимовки речного флота гавань, а на острове Водников построили один из цехов Киевского судостроительно-судоремонтного завода.